# Ippopodi
Gli Ippopodi sono una mitica razza di uomini dai piedi di cavallo, menzionati nella mitologia greca e nei bestiari medievali.

## Fonti antiche
Secondo diversi geografi antichi, gli Ippopodi abitavano un'isola assieme a due altre razze leggendarie: i Panozi e gli Eonae. La Naturalis historia di Plinio il Vecchio colloca tale isola nei pressi delle coste della Scizia. 
Il De situ orbis di Pomponio Mela la posiziona invece nel Mare del Nord, menzionandolo insieme alla Danimarca e alle Isole Orcadi. 
Nell'XI secolo Adamo da Brema scrisse che gli Scritofinni erano in grado di correre più veloci degli animali selvatici. Olao Magno tratta di questo nella sua opera Historia de Gentibus Septentrionalibus, all'interno della quale illustra come gli Scritofinni prendano il nome dal movimento di salto che eseguono mentre cacciano sugli sci. Lo stesso collegamento può essere visto anche in una mappa di Abramo Ortelio risalente al 1595 (Europam, Sive Celticam Veterem), nella quale Ippopodi e Scritofinni vengono collocati nella stessa regione della Scandinavia settentrionale.

## Resoconti successivi
Il resoconto di viaggio del XIV secolo I viaggi di Mandeville colloca il popolo degli Ippopodi presso le coste del sudest asiatico. Li descrive come particolarmente veloci e soliti cacciare inseguendo la loro preda.
Un progetto di imaging multispettrale del 2014 guidato dallo scrittore Chet van Duzer ha rivelato come una mappa datata attorno al 1491 opera di Enrico Martello e probabilmente utilizzata da Cristoforo Colombo posizionasse gli Ippopodi in Asia centrale.